# Parco naturale del Sacro Monte di Crea
Il parco naturale del Sacro Monte di Crea è un'area naturale protetta in provincia di Alessandria istituita nel 1980. L'area prende il nome dal Sacro Monte di Crea, situato all'interno del parco. Questo parco, con i suoi 34 ettari di terreno, è gestito con altri sei Sacri Monti da un ente strumentale che provvede alle attività di conservazione e promozione del patrimonio ambientale ed artistico, potendo contare su risorse ad esso affidate dalla Regione Piemonte.

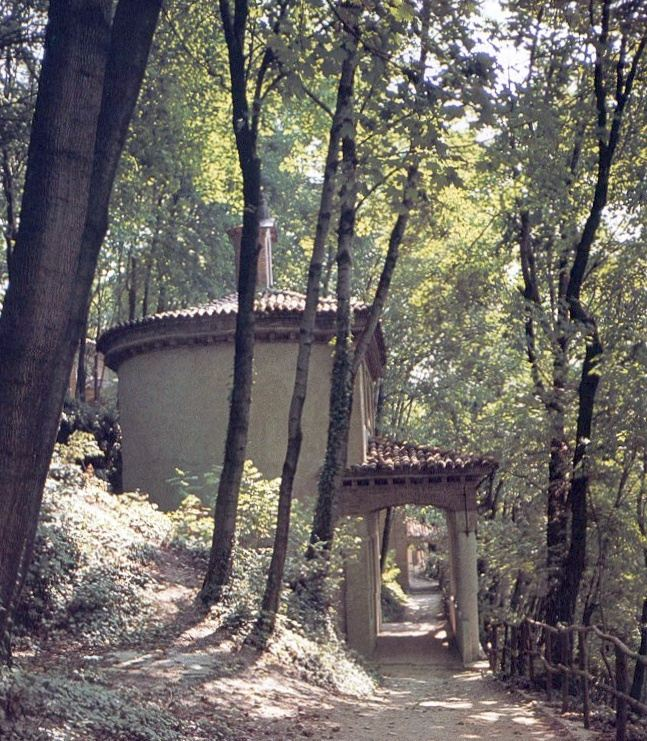
Una cappella nel Parco

## Fauna
Dal punto di vista faunistico non vi sono peculiarità rilevanti nel territorio del parco.

## Flora
Si possono ammirare delle bellissime querce di Rovere lungo tutto il tragitto, ippocastani e altri arbusti tipici della zona quali gigli, cerri, pino silvestre, faggi e altri, caratteristici dell'arco alpino. La vegetazione dei boschi è fitta e ombrosa, e il terreno erbaceo è ricco di piante a fioritura primaverile, quali primule, viole, erba trinità e altre.
In prossimità di numerose piante del parco vi è posto un cartello con indicata la specie per permetterne il riconoscimento da parte dei visitatori.